# 马基马基

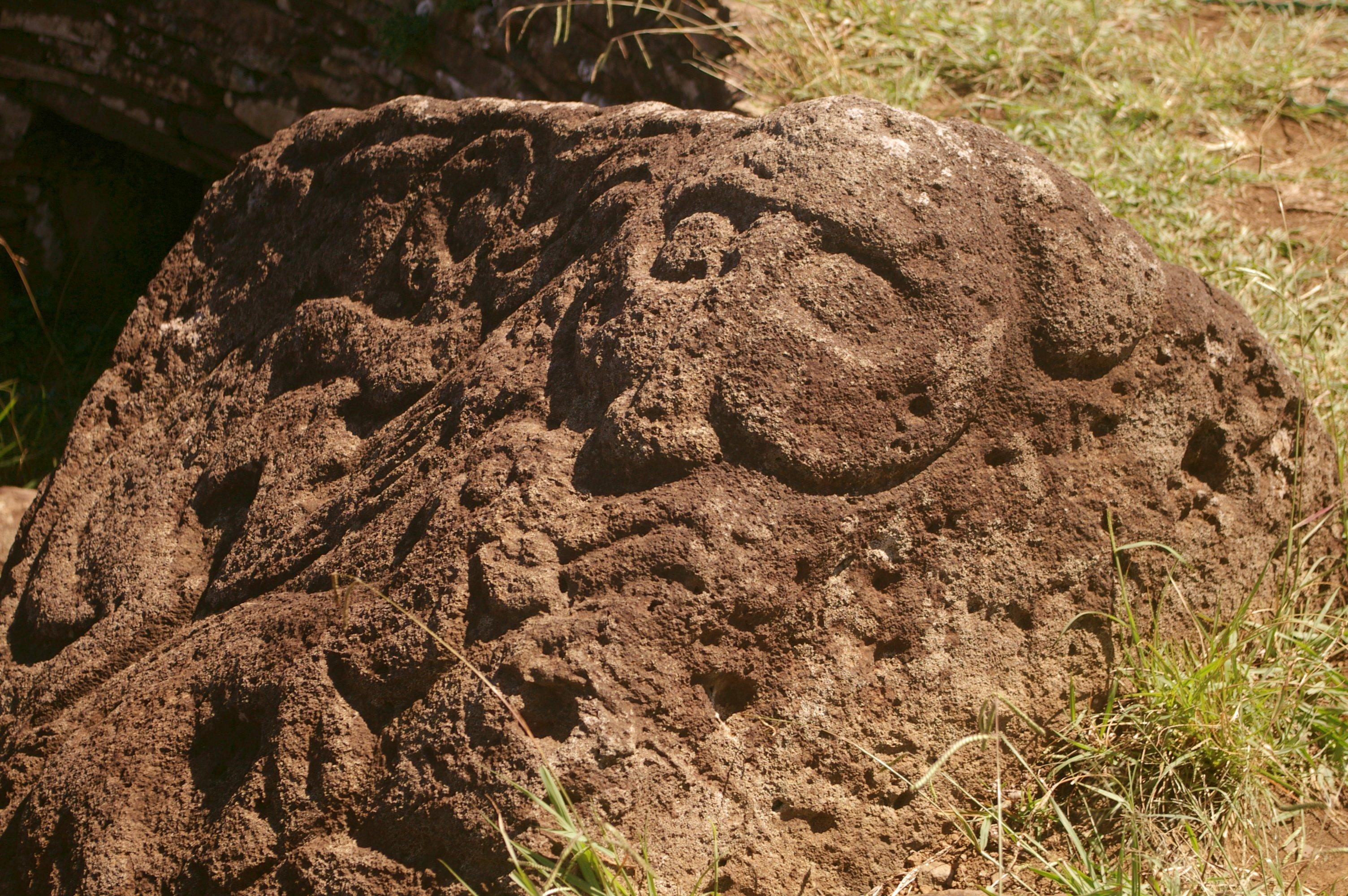
用火山渣刻成的馬基馬基與二名鳥人的雕像

马基马基、鳥神、慾望之神（Make-make，拉帕努伊语發音：ˈmakeˈmake）是复活节岛拉帕努伊神话中创造人类的神祇、丰饶之神和鸟人的主神。太阳系中的一颗矮行星鸟神星即以他的名字命名。鳥神是一張長著大眼睛的臉，也可能是個有大眼窩和陽具鼻子的頭骨，是拉帕努伊岩畫的常見主題。

## 豪洼
豪洼（Haua （页面存档备份，存于）-tuꞌu-take-take）是鸟神马基马基的主要同伴或配偶，被称为“蛋长”。

## 传说
马基马基驱使鸟儿们在鸟人教的宗教中心Motu Nui （意为“大岛”）岛上筑巢，四位神与该活动相关：马基马基、豪洼“蛋长”、vîꞌe Hoa（Haua 的妻子）和vîꞌe Kenatea。每位神都有一个超自然的仆人，而他们的名字是在仪式上被赋予。

## 后裔
鸟神的后代是 Tive、Rorai、Hova 和“贵妇人 Arangi-kote-kote”。

## 伸延閱讀
- Alfred Métraux. [1940] 1971. Ethnology of Easter Island. Bernice P. Bishop Museum Bulletin 160. Honolulu: Bishop Museum Press.
- Katherine Routledge The Mystery of Easter Island 1919  ISBN 0-932813-48-8
- Van Tilburg, Jo Anne. . Washington D.C.: Smithsonian Institution Press. 1994.